# Björnträsk (sjö i Finland, Nyland)
Björnträsk (finska: Karhujärvi) är en sjö i Sjundeå kommun i Finland.   Den ligger i landskapet Nyland, i den södra delen av landet, 40 km väster om huvudstaden Helsingfors. Karhujärvi ligger 28 meter över havet. Arean är 1,9 kvadratkilometer och strandlinjen är 10,59 kilometer lång. Sjön  ingår i Sjundeå å huvudavrinningsområde.   I omgivningarna runt Björnträsk växer i huvudsak barrskog.